# Heda Průchová
Hedvika Průchová rozená Zvěřinová (19. července 1904 Praha – 27. ledna 1997 Beroun) byla česká právnička, spisovatelka, básnířka, textařka a autorka literatury pro děti a mládež.
Studovala na Právnické fakultě Univerzity Karlovy v Praze. Později se s manželem přestěhovala do Berouna. Společně si zde zařídili advokátní kancelář. Po těžké chorobě odešla do invalidního důchodu a začala se věnovat psaní knih a publikování. Je autorkou cestopisů, básní, fejetonů, povídek a pohádek. V době normalizace přispívala do dětského časopisu Mateřídouška. Některé její básně byly zhudebněny skladatelem Janem Schneeweisem.
Pohřbena je na berounském hřbitově.

## Dílo

### Knihy pro děti
- 1976 – Ptačí pohádka (ilustrovala Alena Ladová)
- 1974 – Na naší zahrádce
- 1977 – Mezi dětmi
- 1978 – Šel myslivec doubravou
- 1982 – Kvítí u cesty (ilustrovala Daniela Benešová-Hahnová)

### Písně
- 1983 – cyklus šesti písní Koťata – hudba Jan Bůžek
- 1986 – Zvířetníček: deset písní s klavírem – hudba Jan Bůžek